# Сарециклин
Сарециклин — антибиотик группы тетрациклинов узкого спектра действия для лечения акне.

Одобрен для применения: США (2018).

## Механизм действия
Механизм действия неизвестен.

## Показания к применению
Неузловая форма acne vulgaris средней и тяжёлой степени у пациентов с 9 лет.

## Способ применения
1 раз в день.

## Противопоказания
- повышенная чувствительность к препарату.

## Применение при беременности и в период грудного вскармливания
Сарециклин, как и другие тетрациклины, обладает тератогенным эффектом. Может вызывать необратимое изменение цвета зубов, гипоплазию эмали, подавление роста костей.